# 키덱샤

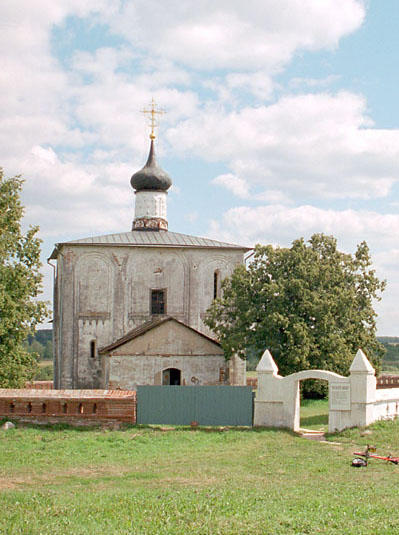
키덱샤에 있는 보리스·글렙 성당

키덱샤(러시아어: Кидекша)는 러시아 블라디미르주에 위치한 마을로, 수즈달에서 동쪽으로 4km 정도 떨어진 곳에 위치한다. 1152년 유리 돌고루키가 보리스·글렙 성당을 건설하면서 신설되었으며 원래는 하나의 도시로 남아 있었지만 몽골의 러시아 침공으로 인해 크게 파괴되면서 하나의 작은 마을로 전락하게 된다.